# Nagyatád
Nagyatád je mesto na Madžarskem, ki upravno spada v podregijo Nagyatádi Šomodske županije. V mestu naj bi živelo še nekaj Slovencev, ki so ohranili svoj jezik in nekaj ljudskih šeg (Šomodski Slovenci).